# مالك بن أنس
أبو عبد الله مالك بن أنس بن مالك بن أبي عامر الأصبحي الحِمْيَرِيْ المدني. (93 هـ - 179 هـ / 711 - 795م) فقيه ومحدِّث مسلم، وثاني الأئمة الأربعة عند أهل السنة والجماعة، وصاحب المذهب المالكي في الفقه الإسلامي. اشتُهر بعلمه الغزير وقوة حفظه للحديث النبوي وتثبُّته فيه، وكان معروفاً بالصبر والذكاء والهيبة والوقار والأخلاق الحسنة، وقد أثنى عليه كثيرٌ من العلماء منهم الإمام الشافعي بقوله: «إذا ذُكر العلماء فمالك النجم، ومالك حجة الله على خلقه بعد التابعين». ويُعدُّ كتابه «الموطأ» من أوائل كتب الحديث النبوي وأشهرها وأصحِّها، حتى قال فيه الإمام الشافعي: «ما بعد كتاب الله تعالى كتابٌ أكثرُ صواباً من موطأ مالك». وقد اعتمد الإمام مالك في فتواه على عدة مصادر تشريعية هي: القرآن الكريم، والسنة النبوية، والإجماع، وعمل أهل المدينة، والقياس، والمصالح المرسلة، والاستحسان، والعرف والعادات، وسد الذرائع، والاستصحاب.
وُلد الإمام مالك بالمدينة المنورة سنة 93هـ، ونشأ في بيت كان مشتغلاً بعلم الحديث واستطلاع الآثار وأخبار الصحابة وفتاويهم، فحفظ القرآن الكريم في صدر حياته، ثم اتجه إلى حفظ الحديث النبوي وتعلُّمِ الفقه الإسلامي، فلازم فقيه المدينة المنورة ابن هرمز سبع سنين يتعلم عنده، كما أخذ عن كثير من غيره من العلماء مثل نافع مولى ابن عمر وابن شهاب الزهري، وبعد أن اكتملت دراسته للآثار والفُتيا، وبعد أن شهد له سبعون شيخاً من أهل العلم أنه موضع لذلك، اتخذ له مجلساً في المسجد النبوي للدرس والإفتاء، وقد عُرف درسُه بالسكينة والوقار واحترام الأحاديث النبوية وإجلالها، وكان يتحرزُ أن يُخطئ في إفتائه ويُكثرُ من قول «لا أدري»، وكان يقول: «إنما أنا بشر أخطئ وأصيب، فانظروا في رأيي، فكل ما وافق الكتاب والسنة فخذوا به، وما لم يوافق الكتاب والسنة فاتركوه». وفي سنة 179هـ مرض الإمام مالك اثنين وعشرين يوماً ثم مات، وصلى عليه أميرُ المدينة عبد الله بن محمد بن إبراهيم، ثم دُفن في البقيع.

## نسبه
- هو: «أبو عبد الله مالك بن أنس بن مالك بن أبي عامر واسمه نافع بن عمرو بن الحارث بن غَيْمان بن خُثَيل بن عمرو بن الحارث ذي أصبح بن مالك بن زيد بن قيس بن صيفي بن حمير الأصغر بن سبأ الأصغر بن كعب كهف الظلم بن زيد بن سهل بن عمرو بن قيس بن معاوية بن جشم بن عبد شمس بن وائل بن الغوث بن قطن بن عريب بن زهير بن أيمن بن هميسع بن حمير بن سبأ».[6][7][8][9][10][11][12]
- أمه: «العالية بنت شريك بن عبد الرحمن بن شريك الأزدية»، والأزد من أشهر قبائل العرب القحطانية، تُنسب إلى الأزد بن الغوث بن نبت بن مالك بن زيد بن كهلان بن سبأ بن يشجب بن يعرب بن قحطان، فهي تلتقي مع زوجها أنس بأنهما من عرب اليمن.[13][14]
- جده: «مالك بن أبي عامر الأصبحي الحميري»، كان من كبار التابعين وعلمائهم، روى عن عمر بن الخطاب وعثمان بن عفان وطلحة بن عبيد الله وعائشة أم المؤمنين وأبي هريرة وحسان بن ثابت وعقيل بن أبي طالب، وهو أحد الأربعة الذين حملوا عثمان ليلاً إلى قبره وغسلوه ودفنوه، ورُوي أن عثمان أغزاه إفريقية ففتحها، وأنه كان ممن يكتب المصاحف حين جمع عثمان المصاحف، كما كان الخليفة عمر بن عبد العزيز يستشيره، وقد توفي سنة 94هـ.[15][16]
- أبو جده: «أبو عامر نافع بن عمرو الأصبحي الحميري»، يُقال إنه صحابي، قال القاضي بكر بن العلاء القشيري: «إن أبا عامر جد أبي مالك رحمه الله من أصحاب رسول الله ﷺ، وشهد المغازي كلها خلا بدراً، وابنه مالك جد مالك كنيته أبو أنس من كبار التابعين، ذكره غير واحد يَروي عن عمر وطلحة وعائشة وأبي هريرة وحسان بن ثابت رضي الله عنهم، وهو أحد الأربعة الذين حملوا عثمان رضي الله عنه ليلاً إلى قبره وكفنوه». وفي رواية ثانية: أن أبا عامر نزل المدينة بعد وفاة الرسول محمد، فهو لهذا تابعي مخضرم. وفي رواية ثالثة: أن أبا عامر لم يكن صحابياً ولم يأت المدينة المنورة، بل أتاها ابنه مالك، قال ابن عبد البر: «قدم مالك ابن أبي عامر المدينة من اليمن متظلماً من بعض ولاة بني تيم بن مرة، فعاقده وصار معهم».[17][18][19]

وكان لمالك أربعة أولاد هم: "يحيى"، و"محمد"، و"حماد"، و"فاطمة أم أبيها" أو "أم البنين".

## مولده ونشأته

### مولده
اختلف العلماءُ في السنة التي وُلد فيها الإمام مالك، فقيل إنه وُلد سنة 90هـ، وقيل 93هـ، وقيل 94هـ، وقيل 95هـ، وقيل 96هـ، وقيل 98هـ، ولكن الأكثرين على أنه وُلد سنة 93هـ في خلافة الوليد بن عبد الملك، ولقد رُوي أن مالكاً قال: «وُلدت سنة ثلاث وتسعين». وقد وُلد مالك بالمدينة المنورة، وقيل إنه وُلد بذي المروة، وهي قرية تقع بوادي القرى بين تيماء وخيبر.

### نشأته

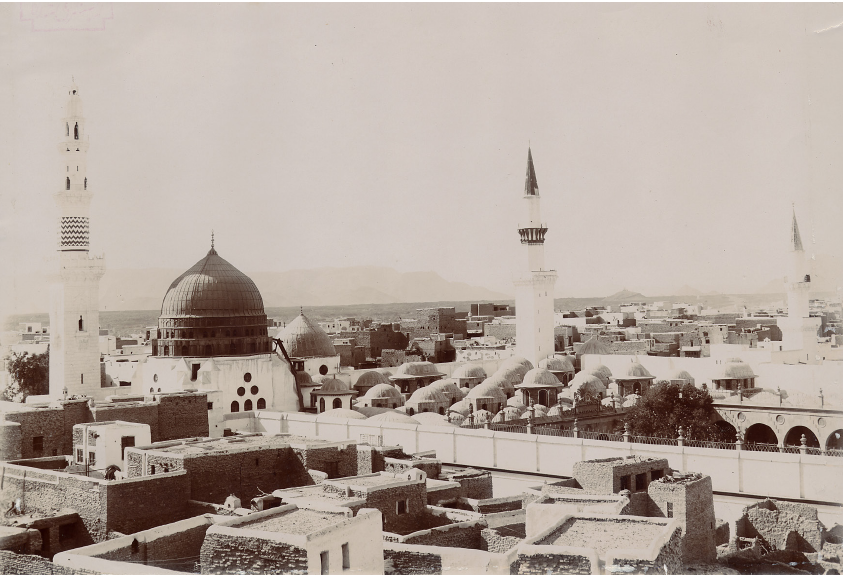
منظر عام للمدينة المنورة قديماً، وفيها وُلد الإمام مالك وعاش أكثر حياته ومات

نشأ الإمام مالك في بيت اشتغل بعلم الأثر، وفي بيئةٍ كلُّها للأثر والحديث، أما بيته فقد كان مشتغلاً بعلم الحديث واستطلاع الآثار وأخبار الصحابة وفتاويهم، فجده مالك بن أبي عامر كان من كبار التابعين وعلمائهم، وقد روى عن مجموعة من الصحابة، أما أبوه أنس فلم يكن اشتغاله بالحديث كثيراً، إذ لم يُنسب إلى مالك أنه روى عن أبيه إلا خبراً واحداً يُشك في نسبته إليه، فلم يكن أنسٌ إذا من المشتغلين بالعلم والحديث. ومهما كان حالُ أبيه من العلم ففي أعمامه وجَدِّه غناء، ويكفي مقامهم في العلم لتكون الأسرة من الأسر المشهورة بالعلم، كما كان أخو مالك وهو النضر بن أنس ملازماً للعلماء يتلقى عليهم ويأخذ عنهم.
حفظ الإمام مالك القرآن الكريم في صدر حياته، كما هو الشأن في أكثر الأسر الإسلامية التي يتربى أبناؤها تربية دينية، واتجه بعد حفظ القرآن الكريم إلى حفظ الحديث، فوجد من بيئته محرضاً، ومن المدينة موعظاً ومشجعاً، ولذلك اقترح على أهله أن يذهب إلى مجالس العلماء ليكتب العلم ويدرسه، فذكر لأمه أنه يريد أن يذهب فيكتب العلم، فألبسته أحسن الثياب وعممته، ثم قالت: «اذهب فاكتب الآن»، وكانت تقول: «اذهب إلى ربيعة فتعلم من أدبه قبل علمه».
ويظهر أنه لهذا التحريض من أمه جلس إلى ربيعة الرأي أول مرة، فأخذ عنه فقه الرأي وهو حدث صغير على قدر طاقته، وكان حريصاً منذ صباه على استحفاظ ما يكتب، حتى أنه بعد سماع الدرس وكتابته يتبع ظلال الأشجار يستعيد ما تلقى، ولقد رأته أخته كذلك فذكرته لأبيها فقال لها: «يا بنية، إنه يحفظ أحاديث رسول الله ﷺ».
لقد جالس مالك العلماءَ ناشئاً صغيراً، ولزم فقيهاً من فقهائهم وعالماً من علمائهم، وقد ذكر الإمام مالك ذلك فقال: كان لي أخ في سن ابن شهاب، فألقى أبي يوماً علينا مسألة، فأصاب أخي وأخطأت، فقال لي أبي: «ألهتك الحمام عن طلب العلم!» (وكان يتلهّى بتربية الحمام في مطلع حياته) فغضبت، وانقطعت إلى ابن هرمز سبع سنين (وفي رواية: ثماني سنين) لم أخلطه بغيره، وكنت أجعل في كمي تمراً، وأناوله صبياناً وأقول لهم: «إن سألكم أحد عن الشيخ فقولوا مشغول». وقال ابن هرمز يوماً لجاريته: «من بالباب؟»، فلم تر إلا مالكاً، فرجعت فقالت: «ما ثم إلا ذاك الأشقر»، فقال: «ادعيه فذلك عالم الناس»، وكان مالك قد اتخذ تياناً محشواً للجلوس على باب ابن هرمز يتقي به برد حجر هناك. وكان يقول: وكنت آتي ابن هرمز بكرة فما أخرج من بيته حتى الليل.
لقد كانت المدينة المنورة في عصر مالك مهداً للعلم، إذ كان بها عدد من التابعين، وقد لازم مالك ابن هرمز ملازمة لم يخلطه فيها بغيره، ثم اتجه إلى الأخذ من غيره من العلماء مع مجالسة شيخه الأول، فوجد في نافع مولى ابن عمر بغيته، فجالسه مع مجالسة ابن هرمز وأخذ عنه علماً كثيراً، قال الإمام مالك: «كنت آتي نافعاً نصف النهار، وما تظلني الشجرة من الشمس أتحيَّن خروجه، فإذا خرج أدعه ساعة، كأني لم أره، ثم أتعرض له فأسلم عليه وأدعه، حتى إذا دخل أقول له: «كيف قال ابن عمر في كذا وكذا؟»، فيجيبني، ثم أحبس عنه، وكان فيه حدة».
كما أخذ الإمام مالك عن ابن شهاب الزهري، قال مالك: قدم علينا الزهري فأتيناه ومعنا ربيعة، فحدثنا نيفاً وأربعين حديثاً، ثم أتيناه في الغد، فقال: «انظروا كتاباً حتى أحدثكم، أرأيتم ما حدثتكم به أمس؟»، قال له ربيعة: «ههنا من يرد عليك ما حدثت به أمس»، قال: «ومن هو؟»، قال: «ابن أبي عامر»، قال: «هات»، فحدثته بأربعين حديثاً منها، فقال الزهري: «ما كنت أرى أنه بقي أحد يحفظ هذا غيري».
ولقد لازم مالكاً منذ صباه الاحترامُ التامُّ للأحاديث النبوية، فكان لا يتلقاها إلا وهو في حال من الاستقرار والهدوء توقيراً لها وحرصاً على ضبطها، ولذلك ما كان يتلقاها واقفاً، ولا يتلقاها في حال ضيق أو اضطراب، حتى لا يفوته شيء منها. كما أن مالكاً لم يكن يدخر مالاً في سبيل طلب العلم، حتى قال ابن القاسم: «أفضى بمالك طلبُ العلم إلى أن نَقض سقفَ بيته فباع خشبَه، ثم مالت عليه الدنيا من بعد».

### عَمَله ومصدر رزقه
لم تَذكر كتبُ المناقب والأخبار مواردَ رزق الإمام مالك موضّحةً مبيّنةً، ولكن جاءت أخبارٌ منثورةٌ تكشف عن موارد رزقه، والراجح أن مالكاً كان يعمل بالتجارة، فقد قال تلميذه ابن القاسم: «إنه كان لمالك أربعمئة دينار يتجر بها، فمنها كان قوام عيشه». كما كان الإمام مالك يَقبل هدايا الخلفاء، ولا يعتريه شك في حل أخذها، وإن كان يتعفف عن الأخذ ممن دونهم، فقد سُئل عن الأخذ من السلاطين فقال: «أما الخلفاء فلا شك، يعني أنه لا بأس به، وأما من دونهم فإن فيه شيئاً»، ويُروى أن الخليفة هارون الرشيد أجاره بثلاثة آلاف دينار، فقيل له: «يا أبا عبد الله، ثلاثة آلاف تأخذها من أمير المؤمنين!»، فقال: «لو كان إمامَ عدل فأنصف أهل المروءة لم أر به بأساً»، فهو كان يقبلها لأنها برأيه من إنصاف أهل المروءة.

## جلوسه للدرس والإفتاء
بعد أن اكتملت دراسة مالك للآثار والفُتيا، اتخذ له مجلساً في المسجد النبوي للدرس والإفتاء، ولقد قال في هذا المقام وفي بيان حاله عندما نزعت نفسه إلى الدرس والإفتاء: «ليس كل من أحب أن يجلس في المسجد للحديث والفتيا جلس، حتى يشاوِر فيه أهلَ الصلاح والفضل والجهة من المسجد، فإن رأوه لذلك أهلاً جلس، وما جلست حتى شهد لي سبعون شيخاً من أهل العلم أني موضع لذلك». وقد كان جلوس مالك للإفتاء في المسجد النبوي بعد أن اكتمل عقله ونضج فكره، وفي حياة بعض شيوخه الذين عاشوا بعد أن نضج واكتمل، ولم تُبين المصادر السنَّ التي جلس فيها مالك للإفتاء بالتعيين الذي لا شك فيه.
جلس مالك في المسجد النبوي يُفتي ويروي الحديث النبوي لطلابه، وكان مجلسُه في المسجد النبوي في المكان الذي كان عمر بن الخطاب يجلس فيه للشورى والحكم والقضاء، وكان مالك باختياره ذلك المجلس يتأثر عمر بن الخطاب في جلوسه كما تأثره في فتاويه وأقضيته، وهو المكان الذي كان يوضع فيه فراش النبي محمد إذا اعتكف، وجاء في طبقات ابن سعد: «كان مجلس مالك في مسجد رسول الله ﷺ تجاه خوخة عمر بين القبر والمنبر». وكذلك فعل مالك في مسكنه، فقد كان يسكن في دار عبد الله بن مسعود، ليقتفي بذلك أثر عبد الله بن مسعود.

### صفة درسه
كان درس الإمام مالك أول الأمر في المسجد، ثم صار درسُه في بيته بسبب مرضه الذي لم يكن يعلنه، فقد كان مصاباً بسلس البول، ولم يخبر بذلك إلا يوم وفاته، قال الإمام مالك: «لولا أني في آخر يوم ما أخبرتكم، مرضي سلس بول، كرهت أن آتي مسجد رسول الله بغير وضوء، وكرهت أن أذكر علتي فأشكو ربي».
وقد التزم الإمامُ مالك في درسه الوقارَ والسكينةَ، والابتعادَ عن لغو القول وما لا يَحسن بمثله، وكان يرى ذلك لازماً لطالب العلم، يُروى أنه نصح بعض أولاد أخيه فقال: «تعلّم لذلك العلم الذي علمته السكينة والحلم والوقار»، وكان يقول: «حق على من طلب العلم أن يكون فيه وقار وسكينة وخشية، أن يكون متبعاً لآثار من مضى، وينبغي لأهل العلم أن يخلوا أنفسهم من المزاح، وبخاصة إذا ذكروا العلم»، وكان يقول: «من آداب العالم ألا يضحك إلا تبسماً». وقد قال الواقدي في مجلس درسه: «كان مجلسه مجلس وقار وعلم، وكان رجلاً مهيباً نبيلاً، ليس في مجلسه شيء من المراء واللغط ولا رفع صوت، وإذا سُئل عن شيء فأجاب سائله لم يقل له من أين هذا».

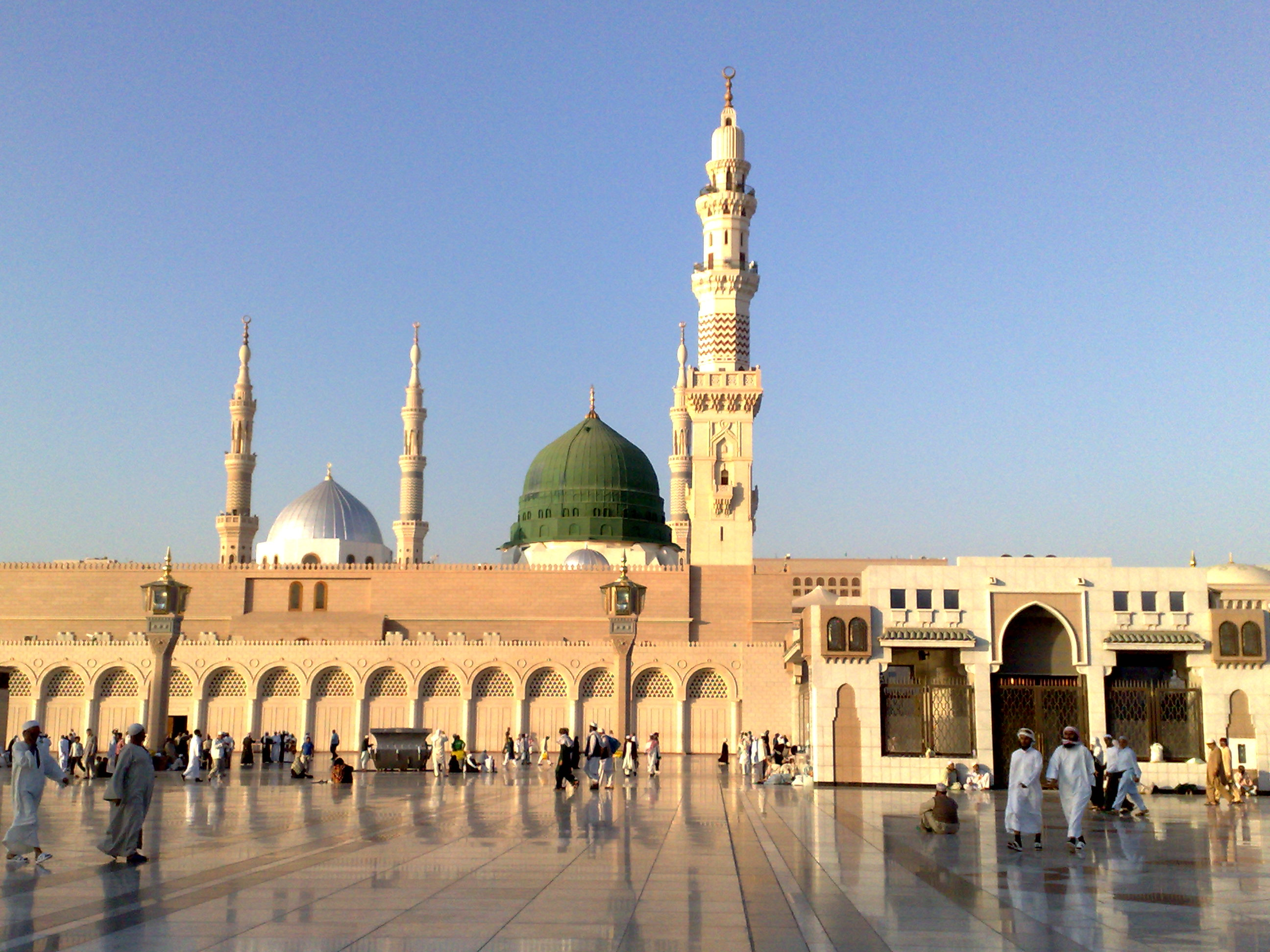
المسجد النبوي، حيث كان الإمام مالك يُلقي درسه حتى مرض وصار يُلقيه في بيته

ويصف مطرفٌ تلميذ الإمام مالك حاله عندما انتقل درسه إلى بيته فيقول: كان مالك إذا أتاه الناس خرجت إليهم الجارية، فتقول لهم: «يقول لكم الشيخ: أتريدون الحديث أم المسائل؟»، فإن قالوا المسائل خرج إليهم فأفتاهم، وإن قالوا الحديث قال لهم: «اجلسوا»، ودخل مغتسله، فاغتسل وتطيب ولبس ثياباً جدداً، ولبس ساجة وتعمم، وتُلقى له المنصة، فيخرج إليهم قد لبس وتطيب، وعليه الخشوع، ويوضع عودٌ فلا يزال يتبخر حتى يفرغ من حديث رسول الله ﷺ. وقال عبد الله بن المبارك: كنت عند مالك وهو يحدثنا حديث رسول الله ﷺ، فلدغته عقرب بست عشرة مرة ومالك يتغير لونه ويصفر ولا يقطع حديث رسول الله ﷺ، فلما فرغ من المجلس وتفرق الناس قلت: «يا أبا عبد الله، لقد رأيت اليوم منك عجباً؟»، فقال: «نعم، إنما صبرت إجلالاً لحديث رسول الله ﷺ».
كان الإمام مالك يتحرز أن يخطئ في إفتائه، وكان يبتدئ إجابته بقوله: «ما شاء الله لا قوة إلا بالله»، وكان يكثر من «لا أدري»، وكان يعقب كثيراً فتواه بقوله: «إن نظن إلا ظناً وما نحن بمستيقنين». ولقد قال عبد الرحمن بن مهدي: سأل رجل مالكاً عن مسألة، وذكر أنه أُرسل فيها من مسيرة ستة أشهر من المغرب، فقال له: «أخبر الذي أرسلك أن لا علم لي بها»، فقال: «ومن يعلمها؟»، قال: «الذي علمه الله». وقال معن بن عيسى: سمعت مالكاً يقول: «إنما أنا بشر أخطئ وأصيب، فانظروا في رأيي، فكل ما وافق الكتاب والسنة فخذوا به، وما لم يوافق الكتاب والسنة فاتركوه». كما كان الإمام مالك ينهى عن الجدال في الدين ويقول: «المراء والجدال في الدين يذهب بنور العلم من قلب العبد». ورأى قوماً يتجادلون عنده فقام ونفض رداءه وقال: «إنما أنتم في حرب».

### فقهه وأصول مذهبه
لم يكن للإمام مالك أصولٌ فقهية بالمعنى المعروف، ولم يأخذ عنه أحد من أصحابه منهاجاً أو أصلاً مما عليه فقهه، ولكن استطاع أصحابه ثم أصحابهم من بعدهم أن يستقصوا فقهه، وينتزعوا منه الأصول التي بنى عليها، وأما أصول المذهب المالكي فهي: القرآن الكريم، والسنة النبوية، والإجماع، وعمل أهل المدينة، والقياس، والمصالح المرسلة، والاستحسان، والعرف والعادات، وسد الذرائع، والاستصحاب.

## محنته

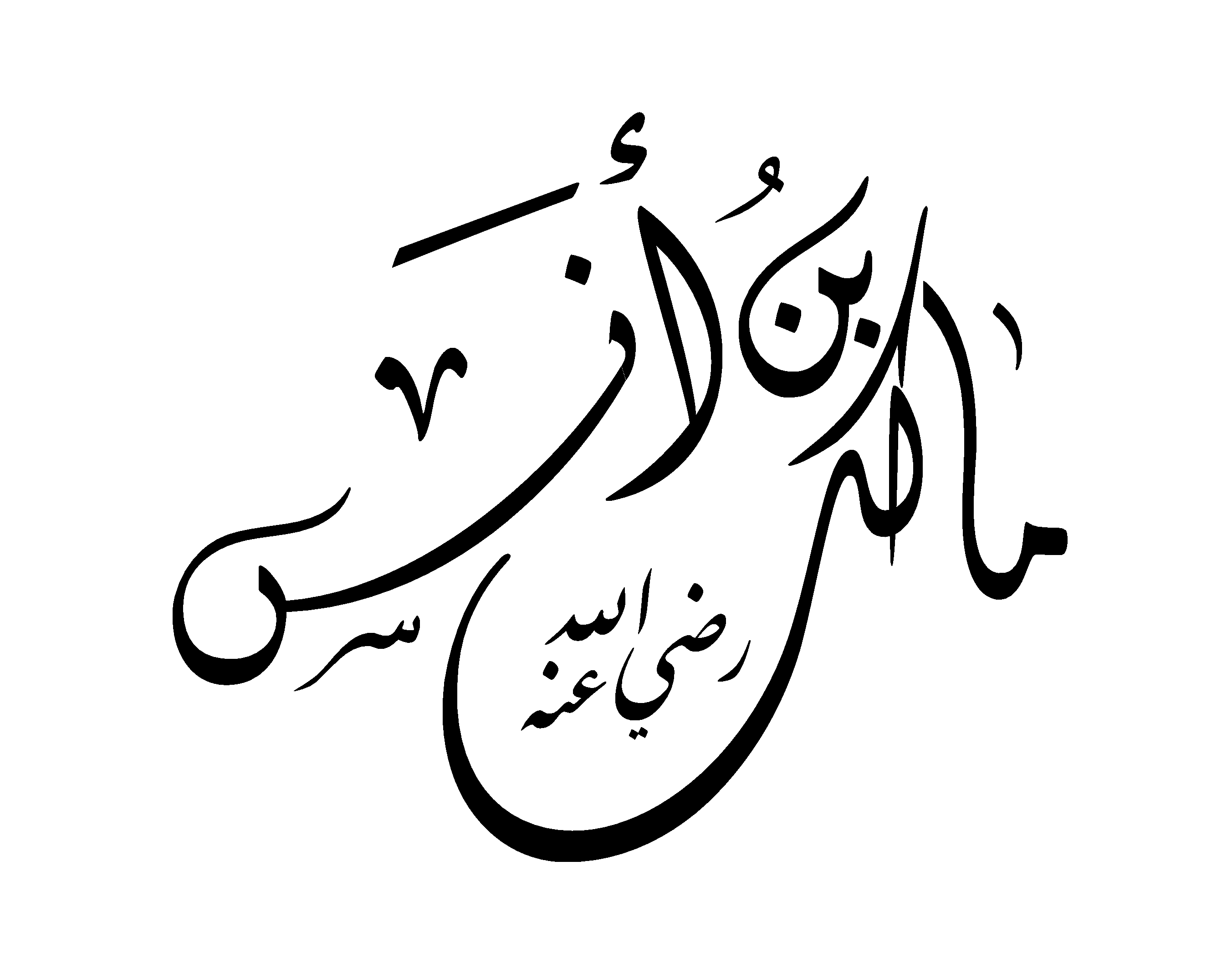
تخطيط لاسم الإمام مالك ملحوق بدعاء الرضا عنه

كان الإمام مالك يبتعد عن الثورات والتحريض عليها، وعن الفتن والخوض فيها، ومع ذلك فقد نزلت به محنة في العصر العباسي في عهد أبي جعفر المنصور، وقد اتفق المؤرخون على نزول هذه المحنة به، وأكثر الرواة على أنها نزلت به سنة 146هـ، وقيل سنة 147هـ، وقد ضُرب في هذه المحنة بالسياط، ومُدت يده حتى انخلعت كتفاه، وقد اختلفوا في سببها على أقوال كثيرة أشهرها: أنه كان يحدث بحديث: «ليس على مستكره طلاق»، فاتخذ مروجو الفتن من هذا الحديث حجةً لبطلان بيعة أبي جعفر المنصور، وذاع هذا وشاع في وقت خروج محمد بن عبد الله بن حسن النفس الزكية بالمدينة، فنُهي عن أن يحدث بهذا الحديث، ثم دُس إليه من يسأله عنه، فحدث به على رؤوس الناس، فضُرب.
أما الذي أنزل المحنة بالإمام مالك فهو والي المدينة جعفر بن سليمان، وكان ذلك من غير علم أبي جعفر المنصور، لأن المحنة كانت بعد مقتل محمد النفس الزكية سنة 145هـ، أي بعد أن اجتُثت الفتنة من جذورها، ولكن تذكر رواية أخرى أن أبا جعفر المنصور هو الذي نهى عن التحديث بالحديث، وأنه دس له من يسمع منه، فرآه قد حدث به.
يظهر أن أهل المدينة عندما رأوا فقيهها وإمامها ينزل به ذلك النكال سخطوا على بني العباس وولاتهم، وخصوصاً أنه كان مظلوماً، فما حرض على الفتنة ولا بغى ولا تجاوز حد الإفتاء، ولم يفارق خطته قبل الأذى ولا بعده، فلزم درسه بعد المحنة لا يحرض ولا يدعو إلى فساد، فكان ذلك مما زادهم نقمة على الحاكمين، وجعل الحكام يحسون بمرارة ما فعلوا، لذلك عندما جاء أبو جعفر المنصور إلى الحجاز حاجاً أرسل إلى مالك يعتذر إليه، قال الإمام مالك:

## وفاته

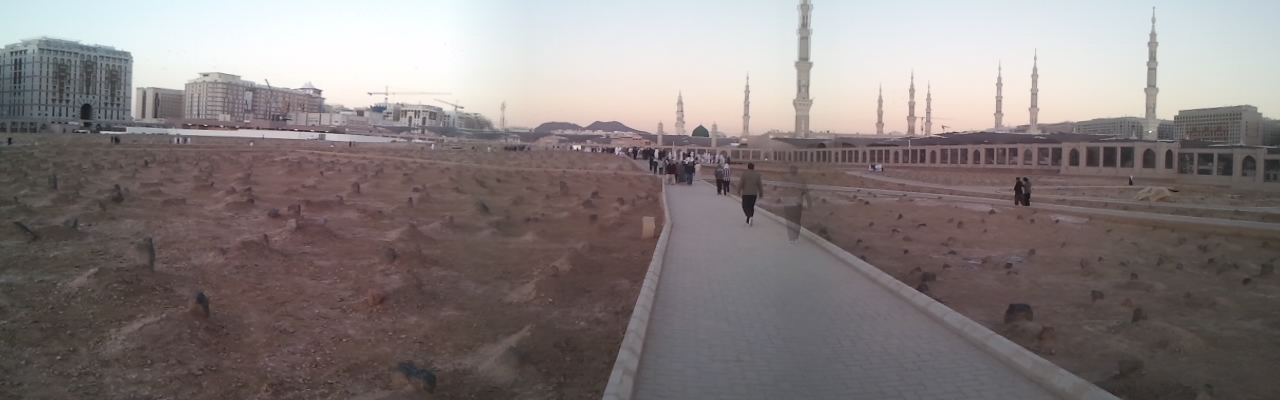
مقبرة البقيع في المدينة المنورة، حيث دفن الإمام مالك بن أنس

مرض الإمام مالك اثنين وعشرين يوماً، ثم جاءته منيته، وأكثر الرواة على أنه مات سنة 179هـ، وقد قال فيه القاضي عياض: «إنه الصحيح الذي عليه الجمهور»، واختلفوا في أي وقت منها، ورجح أكثرهم أنه مات في الليلة الرابعة عشرة من ربيع الثاني منها. وفي رواية عن بكر بن سليم الصراف قال: دخلنا على مالك في العشية التي قبض فيها، فقلنا: «يا أبا عبد الله كيف تجدك؟»، قال: «ما أدري ما أقول لكم، ألا إنكم ستعاينون غداً من عفو الله ما لم يكن لكم في حساب»، قال: «ما برحنا حتى أغمضناه، وتوفي رحمه الله يوم الأحد لعشر خلون من ربيع الأول سنة تسع وسبعين ومئة». وصلى عليه عبد الله بن محمد بن إبراهيم أميرُ المدينة، وحضر جنازته ماشياً، وكان أحدَ من حمل نعشَه. وكانت وصية الإمام مالك أن يُكفَّن في ثياب بيض، ويُصلى عليه بموضع الجنائز، فنُفِّذت وصيته، ودُفن بالبقيع.
وقد رثا الإمامَ مالك كثيرٌ من الناس، منهم أبو محمد جعفر بن أحمد بن الحسين السراج بقوله:

## أخلاقه وصفاته

### قوة الحفظ
كان الإمام مالك إذا استمع إلى شيء استمع إليه بحرص ووعاه وعياً تاماً، حتى إنه ليسمع نيفاً وأربعين حديثاً مرة واحدة، فيجيء في اليوم التالي ويُلقي على من استمعها منه، وهو ابن شهاب الزهري، أربعين حديثاً، مما يدل على قوة حفظه ووعيه، حتى قال له الزهري: «أنت من أوعية العلم، وإنك لنعم المستودَع للعلم». وقال الإمام مالك: ساء حفظ الناس، لقد كنت آتي سعيد بن المسيب وعروة والقاسم وأبا سلمة وحميداً وسالماً -وعدَّد جماعة- فأدور عليهم، أسمع من كل واحد من الخمسين حديثاً إلى المئة، ثم أنصرف وقد حفظته كله من غير أن أخلط حديث هذا في حديث هذا.

### الصبر
كان الإمام مالك صبوراً مثابراً، مغالباً لكل الصعاب، غالَبَ الفقر حتى باع أخشاب سقف بيته في سبيل العلم، وكان يذهب في الهجير إلى بيوت العلماء، ينتظر خروجهم، ويتبعهم حتى المسجد، وكان يجلس على باب دار شيخه في شدة البرد، ويتقي برد المجلس بوسادة يجلس عليها، وكان يقول: «لا يبلغ أحد ما يريد من هذا العلم حتى يضر به الفقر، ويؤثره على كل حال». وكان الإمام مالك يأخذ تلاميذه بذلك، فيحثهم على احتمال المشاق في طلب العلم بالقول والعمل. وكان الإمام مالك يعمل في نفسه ما لا يُلزمه الناس، وكان يقول: «لا يكون العالم عالماً حتى يعمل في نفسه بما لا يفتي به الناس، يحتاط لنفسه ما لو تركه لم يكن عليه فيه إثم».

### الذكاء والفراسة
اتصف الإمام مالك بقوة الفراسة، ولقد قال الإمام الشافعي في فراسته: لما سِرتُ إلى المدينة ولقيت مالكاً وسمع كلامي، نظر إلي ساعةً، وكانت له فراسة، ثم قال لي: «ما اسمك؟»، قلت: «محمد»، قال: «يا محمد، اتق الله، واجتنب المعاصي، فإنه سيكون لك الشأن من الشأن». ولقد قال أحد تلاميذه: «كان في مالك فراسةٌ لا تخطئ».

### الهيبة والوقار

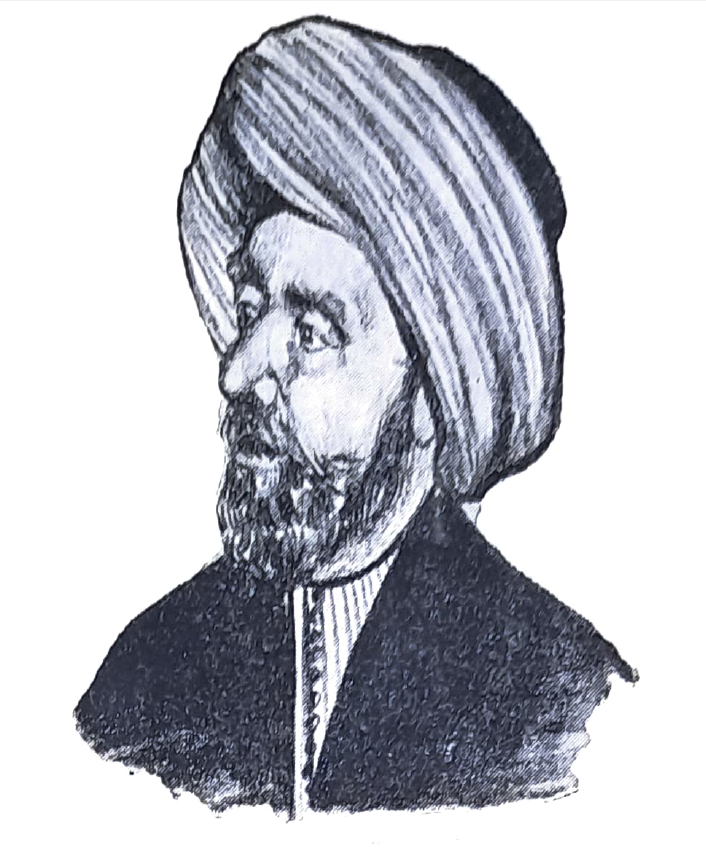
رسم تخيلي للإمام مالك بن أنس

كان الإمام مالك ذا هيبة ووقار، يهابه تلاميذه، حتى أن الرجلَ ليدخل إلى مجلسه فيُلقي السلام عليهم فلا يرُدُّ عليه أحد إلا همهمة وإشارة، ويشيرون إليه ألا يتكلم مهابةً وإجلالاً، كما كان يهابه الحكام، حتى إنهم ليحسُّون بالصغر في حضرته، ويهابه أولاد الخلفاء، رُوي أنه كان في مجلسه مع أبي جعفر المنصور، وإذا صبي يخرج ثم يرجع، فقال أبو جعفر: «أتدري من هذا؟»، قال: «لا»، قال: «هذا ابني، وإنما يفزع من شيبتك». بل كان يهابه الخلفاء أنفسهم، فقد رُوي أن الخليفة المهدي دعاه، وقد ازدحم الناس بمجلسه، ولم يبق موضع لجالس، حتى إذا حضر مالك تنحى الناس له حتى وصل إلى الخليفة، فتنحى له عن بعض مجلسه، فرفع إحدى رِجليه ليفسح لمالك المجلس. وهكذا كان شيخُ المدينة مهيباً، حتى صار له نفوذٌ أكبر من نفوذ واليها، ومجلسٌ أقوى تأثيراً من مجلس السلطان من غير أن يكون صاحب؛ سلطان، قال ابن الماجشون: «دخلت على أمير المؤمنين المهدي، فما كان بيني وبينه إلا خادمه، فما هبته هيبتي مالكاً»، وقال سعيد بن أبي مريم: «لقد كانت هيبته أشد من هيبة السلطان».

### صفته الشكلية
كان الإمام مالك طويلاً جسيماً، شديد البياض إلى الشقرة، عظيم الهامة، حسن الصورة، أصلع، أعين، أشم، أزرق العينين. قال عيسى بن عمر المدني: «ما رأيت بياضاً قط أحسن من وجه مالك، وكان عظيم اللحية عريضها». وكان ربعةً من الرجال، وكان يأخذ أطراف شاربه لا يحلقه ولا يحفيه، ويرى حلق الشارب مُثلة، ويترك له سبلتين طويلتين، ولم يكن يخضب شعره، وقد ذَكر أحمد بن حنبل عن إسحاق بن عيسى الطباع قال: رأيت مالكاً بن أنس لا يخضب فسألته عن ذلك فقال: «بلغني عن علي  أنه كان لا يخضب».
وكان الإمام مالك يعتني بلباسه عنايةً تامةً، ويَرى بذلك إعظامَ العلم ورفعةَ العالم، ويقول إن مروءة العالم أن يختار الثوبَ الحسنَ يرتديه ويظهر به، وأنه ينبغي ألا تراه العيون إلا بكامل اللباس حتى العمامة الجيدة، وقد كان يلبس أجود اللباس وأغلاه وأجمله، قال الزبيري: كان مالك يلبس الثياب العدنية الجياد، والخراسانية والمصرية المرتفعة البِيض، ويتطيب بطيب جيد ويقول: «ما أُحب لأحد أنعم الله عليه إلا أن يُرى أثرُ نعمته عليه». وكان يقول: «أحب للقارئ أن يكون أبيض الثياب».

## كتبه ومؤلفاته

### الموطأ

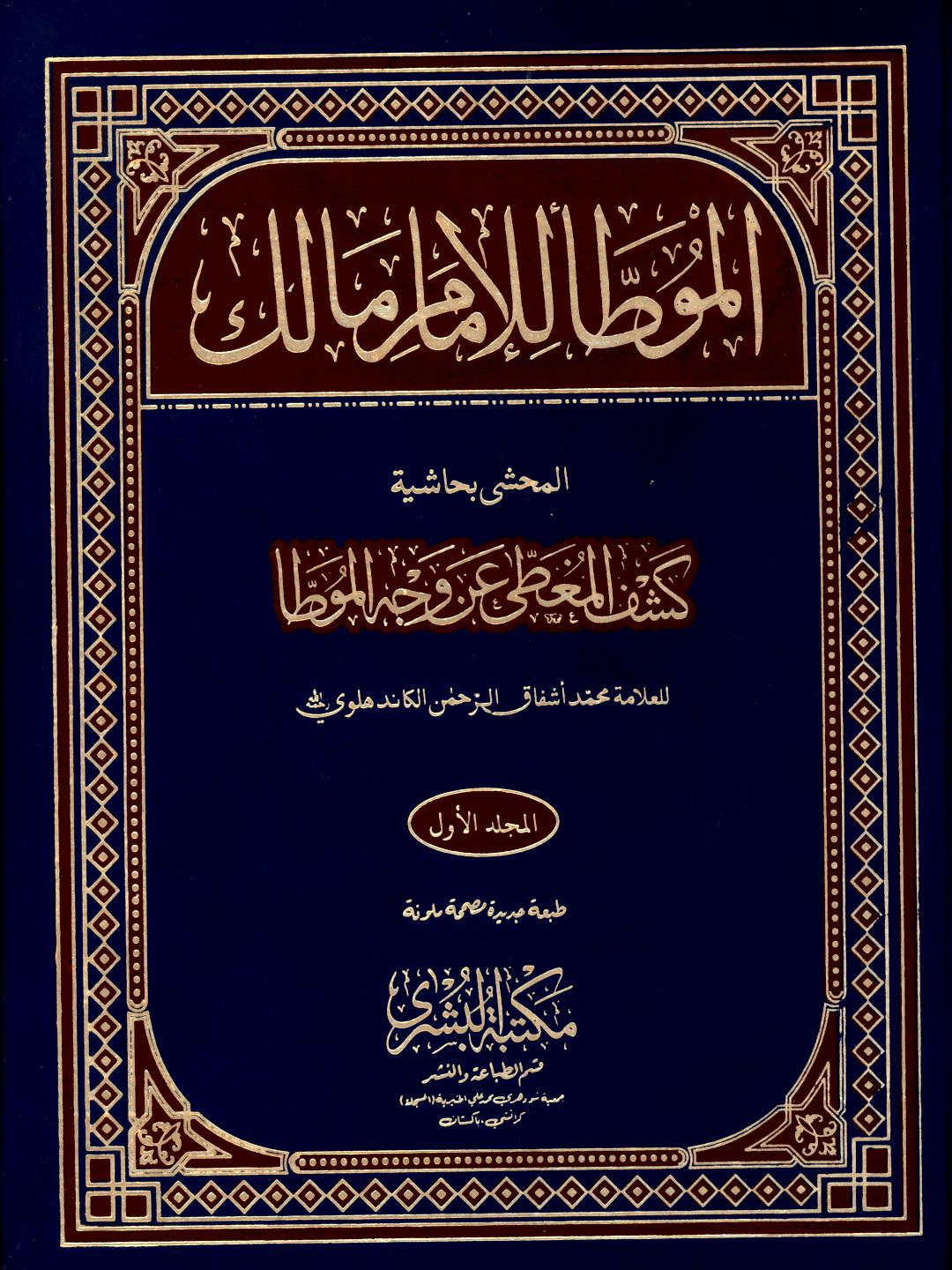
طبعة حديثة من كتاب الموطأ للإمام مالك

يُعد كتاب الموطأ من أوائل كتب الحديث وأشهرها في ترتيبه وتركيبه، وفي اجتهاده ونقله، وفي حديثه وفقهه، وقد كان أعظمَ مرجع في عصره وأقدمَه، قال القاضي عياض: «لم يُعتنَ بكتاب من كتب الفقه والحديث اعتناءَ الناس بالموطأ، فإن الموافق والمخالف أجمع على تقديمه وتفضيله وروايته وتقديم حديثه وتصحيحه، وقد اعتنى بالكلام على رجاله وحديثه والتصنيف في ذلك عددٌ كثيرٌ من المالكيين وغيرهم من أصحاب الحديث والعربية». وقد أثنى كثيرٌ من العلماء على الموطأ، قال الإمام الشافعي: «ما في الأرض كتاب بعد كتاب الله عز وجل أنفع من موطأ مالك، وإذا جاء الأثر من كتاب مالك فهو الثُّريَّا»، وقال أيضاً: «ما بعد كتاب الله تعالى كتابٌ أكثرُ صواباً من موطأ مالك»، وقال ابن مهدي: «لا أعلم من علم الإسلام بعد القرآن أصح من موطأ مالك»، وقال ابن وهب: «من كتب موطأ مالك فلا عليه أن يكتب من الحلال والحرام شيئاً»، وسُئل الإمام أحمد بن حنبل عن كتاب مالك بن أنس فقال: «ما أحسنه لمن تَديَّن به».
وقد قام كثير من العلماء بشرح كتاب الموطأ، ومن أشهر هذه الشروح:
- القبس في شرح موطأ مالك بن أنس، للحافظ، القاضي لأبي بكر محمد بن عبد الله بن العربي المعافر (المتوفى: 543هـ).
- «التمهيد، لما في الموطأ من المعاني والأسانيد» و«الاستذكار، لمذاهب فقهاء الأمصار وعلماء الأقطار، فيما تضمنه الموطأ من معاني الرأي والآثار»، لأبي عمر يوسف بن عبد الله بن محمد بن عبد البر بن عاصم النمري القرطبي، المتوفى سنة 463هـ.[93]
- «المقتبس، شرح موطأ مالك بن أنس»، لأبي محمد عبد الله بن محمد بن السِّيد البَطَلْيوسي المالكي، المتوفى سنة 521هـ.[94]
- «المسالك في شرح موطأ مالك»، و«القبس على موطأ مالك بن أنس»، لمحمد بن عبد الله بن أحمد المشهور بالقاضي أبي بكر بن العربي المالكي المعافري الأندلسي، المتوفى سنة 543هـ.[95]
- «كشف المُغطَّا عن الموطا» و«تنوير الحوالك» و«إسعاف المُبَطَّأ برجال الموطأ» و«تجريد أحاديث الموطأ» لجلال الدين عبد الرحمن بن أبي بكر السيوطي الشافعي المصري، المتوفى سنة 911هـ.[96]
- «إتحاف العابد الناسك بالمنتقى من موطأ مالك»، لعمر بن أحمد بن علي الشماع الحلبي الشافعي، المتوفى سنة 936هـ.[97]
- «الفتح الرحماني، شرح موطأ محمد بن الحسن الشيباني»، لإبراهيم بن حسين بن أحمد الحنفي المعروف بالشيخ بيري زاده، مفتي مكة، المتوفى سنة 1099هـ، وهو شرح على الموطأ برواية محمد بن الحسن الشيباني.[98]

### مؤلفات غير الموطأ
لم يُعرف الإمامُ مالكٌ بكتاب أكثر شهرة من كتابه الموطأ، وكثير من الناس لا يعلم له غيره، والواقع أن له تآليف غير الموطإ، قال ابن فرحون في كتابه «الديباج المذهب»: «فمن أشهرها -غير الموطإ- رسالته في القدر، والرد على القدرية، إلى ابن وهب كما يقول القاضي عياض، ومنها: كتابه في النجوم، وحساب مدار الزمان ومنازل القمر، وهو كتاب جيد جداً، وقد اعتمد عليه الناس في هذا الباب، وجعلوه أصلاً».
ومن كتبه أيضاً: رسالته في الأقضية، كتب بها إلى بعض القضاة عشرة أجزاء، ومن ذلك: رسالته المشهورة في الفتوى، أرسلها إلى أبي غسان محمد بن مطرف، ومن ذلك: رسالته المشهورة إلى هارون الرشيد في الآداب والمواعظ، ومن ذلك: كتابه في التفسير لغريب القرآن الذي يرويه عنه خالد بن عبد الرحمن المخزومي. وقد رُوي عن أبي العباس السراج النيسابوري أنه قال: «هذه سبعون ألف مسألة لمالك»، وأشار إلى كتب منضَّدة عنده كتبها، وقد نُسب إلى مالك كتاب يُسمى «السِّيَر» من رواية القاسم عنه.

## من أقواله المأثورة وحِكَمه
ورد عن الإمام مالك كثيرٌ من الأقوال المأثورة والحكم المشهورة في العلم والعمل، ومما جاء عنه في العلم وآداب المتعلِّمين قوله: «ليس العلم بكثرة الرواية، وإنما العلم نور يضعه الله في القلوب». وقال أيضاً: «طلب العلم حَسَنٌ لمن رُزق خيرُه، وهو قسم من الله، ولكن انظر ما يلزمك من حين تصبح إلى حين تمسي فالزمه». وقال: «العلم نَفورٌ لا يأنس إلا بقلب تقي خاشع». وقال: «ينبغي للرجل إذا خُوِّل علماً وصار رأساً يشار إليه بالأصابع، أن يضع التراب على رأسه، ويمقت نفسه إذا خلا بها، ولا يفرح بالرياسة، فإنه إذا اضطجع في قبره وتوسد التراب ساءه ذلك كله». وقال لابن وهب: «اتق الله واقتصر على علمك، فإنه لم يقتصر أحد على علمه إلا نفع وانتفع، فإن كنت تريد بما طلبت ما عند الله فقد أصبت ما تنتفع به، وإن كنت تريد بما تعلمت الدنيا فليس في يدك شيء».
كما جاء عن الإمام مالك أقوالٌ في أحوال القلوب والسلوك وتربية النفس، منها قوله: «من أحب أن تُفتح له فُرجةٌ في قلبه فليكن عمله في السر أفضل منه في العلانية». وقال: «الزهد في الدنيا طِيب المكسب وقِصَر الأمل». وقال: «نقاء الثوب وحسن الهمة وإظهار المروءة جزء من بضع وأربعين جزءاً من النبوة». وقال: «إن كان بغيُك منها ما يكفيك، فأقَلُّ عيشها يغنيك، وما قل وكفى خير مما كثر وألهى». وقال خالد بن حميد: سمعته يقول: «عليك بمجالسة من يزيد في علمك قولُه، ويدعوك إلى الآخرة فعلُه، وإياك ومجالسة من يعلِّلُك قولُه، ويعيبك دينُه، ويدعوك إلى الدنيا فعلُه». وكان الإمام مالك يَكره كثرةَ الكلام ويعيبه، ويقول: «لا يوجد إلا في النساء والضعفاء».

## شيوخه
أدرك الإمام مالك من الشيوخ ما لم يدركه أحد بعده، فقد أدرك من التابعين نفراً كثيراً، وأدرك من تابعيهم نفراً أكثر، واختار منهم من ارتضاه لدينه وفهمه وقيامه بحق الرواية وشروطها، وسكنت نفسه إليه، وترك الرواية عن أهل دِين وصلاح لا يعرفون الرواية، فكان من أخذ عنهم تسعمئة شيخ منهم ثلاثمئة من التابعين.
من شيوخه: ابن هرمز، وهو أول شيخ له، ونافع مولى ابن عمر، وزيد بن أسلم، وابن شهاب الزهري، وأبو الزناد، وعبد الرحمن بن القاسم بن محمد بن أبي بكر، وأيوب السختياني، وثور بن زيد الديلي، وإبراهيم بن أبي عبلة، وحميد الطويل، وربيعة بن أبي عبد الرحمن، وهشام بن عروة، ويحيى بن سعيد الأنصاري، وعائشة بنت سعد ابن أبي وقاص، وعامر بن عبد الله بن الزبير، وأبو الأسود محمد بن عبد الرحمن بن نوفل الأسدي القرشي.

## تلاميذه والرواة عنه
حدَّث عن الإمام مالك عددٌ كبيرٌ من الناس، فقد حدث عنه من شيوخه: عمه أبو سهيل، ويحيى بن أبي كثير، وابن شهاب الزهري، ويحيى بن سعيد، ويزيد بن الهاد، وزيد بن أبي أنيسة، وعمر بن محمد بن زيد، وغيرهم.
كما حدث عنه من أقرانه: أبو حنيفة، والأوزاعي، وحماد بن زيد، وإسماعيل بن جعفر، وسفيان بن عيينة، وعبد الله بن المبارك، وابن علية، وعبد الرحمن بن القاسم، وعبد الرحمن بن مهدي، وعبد الله بن وهب، والوليد بن مسلم، ويحيى القطان، وأبو داود الطيالسي، وعبد الله بن نافع الصائغ، ومروان بن محمد الطاطري، وعبد الله بن يوسف التنيسي، وعبد الله بن مسلمة القعنبي، وأبو نعيم الفضل بن دكين، والهيثم بن جميل الأنطاكي، وهشام بن عبيد الله الرازي، ومحمد بن عيسى الطباع، وأبو بكر وإسماعيل ابنا أبي أويس، ويحيى بن يحيى التميمي، ويحيى بن يحيى الليثي، وأبو جعفر النفيلي، ومصعب بن عبد الله الزبيري، ومحمد بن معاوية النيسابوري، ومحمد بن عمر الواقدي، وأبو الأحوص محمد بن حبان البغوي، ومحمد بن جعفر الوركاني، ومحمد بن إبراهيم بن أبي سكينة، ومنصور بن أبي مزاحم، ومطرف بن عبد الله اليساري، وأحمد بن نصر الخزاعي، وأحمد بن القاسم الزهري، وأما آخر أصحابه موتاً فهو راوي «الموطأ» أبو حذافة أحمد بن إسماعيل السهمي، وقد عاش بعد مالك ثمانين عاماً.

## فضله وثناء الناس عليه

### تبشير النبي محمد به
روى الإمام الترمذي عن أبي هريرة أن رسول الله ﷺ قال: «يوشك أن يضرب الناس أكباد الإبل يطلبون العلم، فلا يجدون أحداً أعلم من عالم المدينة». وروى ابن حبان في صحيحه عن أبي هريرة أنه قال: قال رسول الله ﷺ: «يوشك أن يضرب الرجل أكباد الإبل في طلب العلم، فلا يجد عالماً أعلم من عالم المدينة». قال إسحاق بن موسى: «فبلغني عن ابن جريج أنه كان يقول: نرى أنه مالك بن أنس». وقال يحيى بن معين: «سمعت سفيان بن عيينة يقول: نظن أنه مالك بن أنس».
وقد قال الإمام جلال الدين السيوطي في معنى هذا الحديث:

### ثناء بعض العلماء عليه
قال الإمام الشافعي: «إذا ذُكر العلماء فمالك النجم، ومالك حجة الله على خلقه بعد التابعين». وقال: «إذا جاء الأثر فمالك النجم»، وقال: «مالك وابن عيينة القرينان، لولاهما لذهب علم الحجاز»، وقال: «إذا جاءك الحديث عن مالك فشُدَّ يدك به»، وقال: «وكان مالك إذا شك في بعض الحديث طرحه كله».
ورُوي عن عبد السلام بن عاصم أنه قال: قلت لأحمد بن حنبل: «الرجل يريد حفظ الحديث، فحديث من يحفظ؟»، قال: «حديث مالك بن أنس»، قلت: «فالرجل يريد أن ينظر في الرأي، فبرأي من؟»، قال: «فرأي مالك بن أنس». وقال عبد الله بن أحمد بن حنبل: قلت لأبي: «من أثبت أصحاب الزهري؟»، قال: «مالك أثبت في كل شيء».
وقال الإمام النووي: «أجمعت طوائف العلماء على إمامة مالك وجلالته، وعظيم سيادته وتبجيله وتوقيره، والإذعان له في الحفظ والتثبت، وتعظيم حديث رسول الله صلوات الله وسلامه عليه».
وقال الإمام الذهبي: «قد اتفق لمالك مناقب ما علمتها اجتمعت لأحد غيره، أحدها: طول العمر والرواية، ثانيها: الذهن الثاقب والفهم وسعة العلم، ثالثها: اتفاق الأئمة على أنه حجة صحيح الرواية، رابعها: إجماع الأئمة على دينه وعدالته واتباعه للسنن، خامسها: تقدمه في الفقه والفتوى وصحة قواعده».
وأخرج البخاري عن يحيى بن سعيد القطان أنه قال: «مالك أمير المؤمنين في الحديث»، وأخرج الغافقي عن أبي قلابة أنه قال: «كان مالك أحفظ أهل زمانه»، وأخرج عن ابن مهدي أنه قال: «ما رأيت أعقل من مالك».
كما أثنى الشيخ أبو زكريا السلماسي على الإمام مالك فقال:
| مالك بن أنس | أما مالك، فإنه لممالك الفضائل مالك، ولمسالك التقوى والورع سالك، إمام دار الهجرة بالاتفاق، ومفتي الحجاز بالإطباق، فقيه الأمة وسيد الأئمة، زكي الطبع والهمة، أول من صنف كتاباً في الإسلام، جمع فيه شرائع الحلال والحرام، ونظم عقود الشرع فيه أحسن نظام، بين فيه عيون الدلائل، وفنون المسائل في الأحكام، فغدا كتابه غرةً في جبين الدين، ودرةً في تاج الفضل واليقين، وسار في البدو والحضر، مسير الشمس والقمر، وصار حجة على الأنام، وقدوة يأتم بها أولو الأحلام، فمالك جمُّ المناقب والفضائل، يمُّ المواهب والفواضل، اتسع في الفضل مجاله، وفاض في الأفضال سجاله، واتسق في التقوى قوله وفعاله، وأصبح قريع عصره، وفريد دهره ومِصره، علماً سار بذكره الركبان، وتعطر بنشره الزمان، جمع بين فصاحة البيان وسماحة البنان، نظم من جواهر الكلام عقداً يزان بمثله نحرُ الإسلام، وصاغ من تبر الشريعة تاجاً، وفتح للسنة البيضاء رتاجاً، وقسم ميراث النبوة بين الأمة الهادية، وبَرَّد بماء الحياة عليل الأنفس الصادية، خُص بالمناقب الشريفة المبينة، والمراتب المنيفة المتينة، وشرف بقول الرسول ﷺ: «يوشك أن يضرب الناس أكباد الإبل في طلب العلم، فلا يجدون عالماً أعلم من عالم المدينة»، كان مجلسه محفوفاً بالهيبة والسلطان، ومكنوناً بالحجة والبرهان، كما قال فيه عبد الله بن المبارك إمام خراسان رحمه الله: يأبى الجوابَ فما يكلم هيبةًوالسائلون نواكس الأذقانِأدب الوقار وعز سلطان التقىفهو المطاع وليس ذا سلطانِ | مالك بن أنس |

## كتب ودراسات عن:
- مالك - حياته وعصره - آراؤه وفقهه، محمد أبو زهرة.

## انتشار المذهب المالكي عبر التاريخ

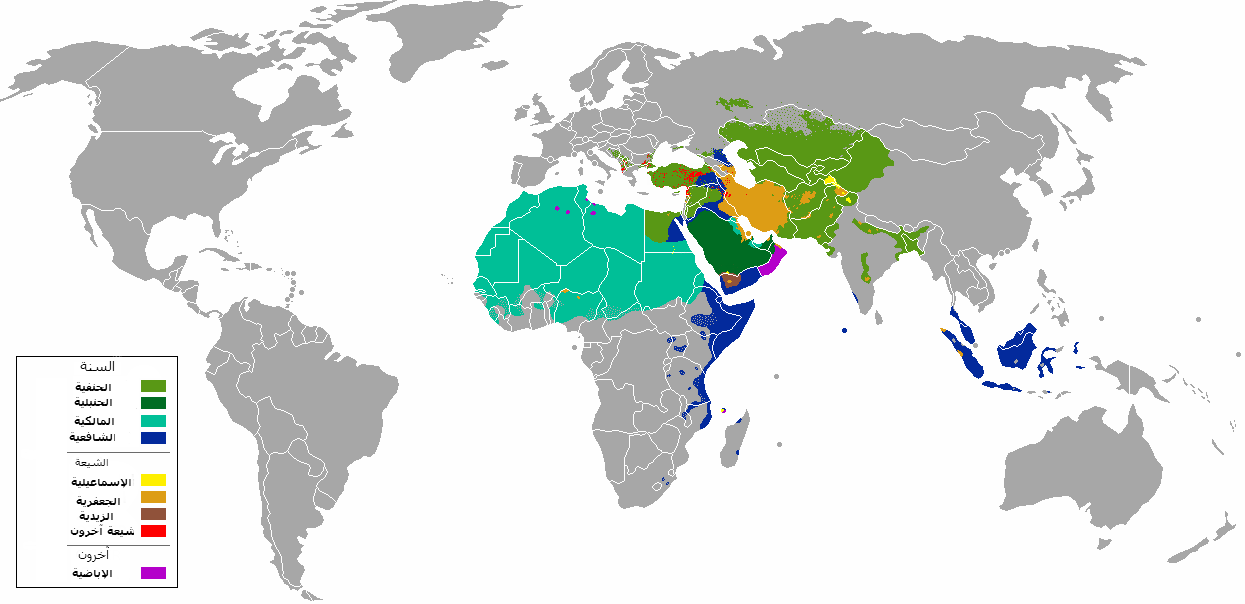
أماكن انتشار المذهب المالكي (اللون الأزرق المخضرّ) في العالم

نشأ المذهب المالكي بالمدينة المنورة موطن الإمام مالك، ثم انتشر في الحجاز وغلب عليه، ثم انتشر انتشاراً واسعاً في إفريقية من مصر إلى بلاد المغرب ثم الأندلس، وما زال المغرب باستثناء مصر ليس له من مذهب إلا المذهب المالكي، وبقي قليل من مذهب داود الظاهري في الأندلس، يقول القاضي عياض: «غلب مذهب مالك على الحجاز والبصرة ومصر وما والاها من بلاد إفريقية، والأندلس وصقلية والمغرب الأقصى إلى بلاد من أسلم من السودان إلى وقتنا هذا، وظهر ببغداد ظهوراً كثيراً، وضعف بها بعد أربعمئة سنة، وظهر بنيسابور، وكان بها وبغيرها أئمة ومدرسون».
ولا شك أن المذهب المالكي قد غلب على المدينة المنورة وما حولها، وأما مكة فكان فيها ولم يغلب عليها، لأن مكة كانت ما تزال تسير في فقهها على رأي ابن عباس، حتى إن المدينة المنورة خمل فيها المذهب المالكي دهراً حتى تولى قضاءها ابن فرحون فأظهره، وظهر بالبصرة ثم ضعف بعد القرن الخامس الهجري، وأما مصر فقد ظهر المذهب فيها في حياة الإمام مالك.

### انتشاره في مصر
كان أول من أدخل المذهب المالكي إلى مصر "عثمان بن الحكم الجذامي" المتوفى سنة 163هـ، وقيل إن أول من قدم مصر بمسائل الإمام مالك: عثمان بن الحكم وعبد الرحيم بن خالد بن يزيد بن يحيى، ثم نشره بها عبد الرحمن بن القاسم، فاشتهر بها أكثرَ من مذهب أبي حنيفة لتوافر أصحاب مالك بها، ولم يكن مذهب أبي حنيفة يُعرف بمصر كثيراً. وكان بمصر كثيرٌ من علماء المذهب المالكي، وقد صار المذهبُ المالكي بفضل هؤلاء العلماء الغالبَ على الديار المصرية، وقد كان بها بعض الحنفية، ولما جاء الإمام الشافعي سنة 200هـ وجعل مصر مقاماً له نحواً من خمس سنين، غلب مذهبُه على المذهب المالكي، ومع ذلك فقد ثبت المذهبُ المالكي وقارب المذهبَ الشافعي، قال المقريزي: «وما زال مذهب مالك ومذهب الشافعي يَعمل بهما أهلُ مصر، وتولى القضاءَ من كان يذهب إليهما، أو إلى مذهب أبي حنيفة إلى أن قدم القائد جوهر ونشأ مذهبُ الشيعة الفاطميين، وعمل به في القضاء والفتيا».
ثم عاد الانتعاش إلى المذهب المالكي في عصر الدولة الأيوبية، وبنيت لفقهائه المدارس، ثم عُمل به في القضاء استقلالاً لمَّا أحدث الظاهر بيبرس في الدولة التركية البحرية «القضاة الأربعة»، وصار قاضي المالكية الثاني في المرتبة بعد الشافعية، وكان القضاء في الدولة الأيوبية للشافعية، ولقاضيهم نواب من المذاهب الثلاثة، ولم يزل منتشراً بمصر إلى الآن معادلاً للشافعي، وأكثر انتشاره في الصعيد.

### انتشاره في إفريقية والأندلس
كان الغالب على أهل إفريقية السنن، ثم غلب المذهب الحنفي، فلما تولى عليها المعز بن باديس سنة 407هـ حمل أهلها وأهل ما والاها من بلاد المغرب على المذهب المالكي، وحسم مادة الخلاف في المذاهب، فاستمرت له الغلبة عليها وعلى سائر بلاد المغرب، وهو الغالب على هذه البلاد إلى اليوم. وقد ذكر الفاسي في كتابه «العقد الثمين في تاريخ البلد الأمين»: «أن المغاربة كلهم مالكية، إلا النادر ممن ينتحلون الأثر».
وكان الغالب على أهل الأندلس مذهب الأوزاعي، وأول من أدخله بها صعصعة بن سلام لما انتقل إليها، وبقي بها إلى زمن الأمير هشام الرضا، ثم انقطع مذهب الأوزاعي منها بعد سنة 200هـ، وغلب عليها المذهب المالكي. ورُوي أن أهل الأندلس التزموا مذهب الأوزاعي حتى قدِم عليهم أصحاب الطبقة الأولى ممن لقوا الإمام مالكاً، كزياد بن عبد الرحمن اللخمي، والغازي بن قيس، وقرعوس بن العباس، ونحوهم، فنشروا مذهبه، وأخذ الأميرُ هشامٌ الناسَ به، فالتزموه وحملوا عليه بالسيف.

### انتشاره في المغرب الأقصى
لما تولى علي بن يوسف بن تاشفين اشتد إيثاره لأهل الفقه والدين، فكان لا يقطع أمراً في جميع مملكته دون مشاورة الفقهاء، وألزم القضاة بأن لا يتبوَّأ حكومةً في صغير الأمور وكبيرها إلا بمحضر أربعة من الفقهاء، فعظم أمر الفقهاء، ولم يكن يُقرب منه ويحظى عنده إلا من علم مذهب مالك، فنفقت في زمنه كتب المذهب، وعمل بمقتضاها ونبذ ما سواها، وكثر ذلك حتى نُسي القرآن الكريم والحديث النبوي، فلم يكن أحد يعتني بهما كل الاعتناء، وهكذا انتشر المذهب بحمل هشام بن عبد الرحمن عليه بالسيف كما تقدم، وابن تاشفين حمل عليه بتقريبه من حفظ فروع المذهب المالكي، فانتشر بذلك، حتى قال ابن حزم: «مذهبان انتشرا في بدء أمرهما بالرئاسة والسلطان: الحنفي بالمشرق والمالكي بالأندلس».

## اقرأ ايضًا
- الأئمة الأربعة

## وصلات خارجية
- مالك بن أنس - موقع إسلام ويب.
- الإمام مالك - موقع قصة الإسلام.
- الإمام مالك بن أنس رضي الله عنه - الشبكة الفقهية.
- مالك بن أنس - الموقع الرسمي للمكتبة الشاملة.
- كتاب «الموطأ» للإمام مالك بن أنس - الجزائر نيوز.
- عقيدة الإمام مالك بن أنس - شبكة النوادر الإسلامية